# Академия МВД Республики Беларусь
Академия Министерства внутренних дел Республики Беларусь, Академия МВД Республики Беларусь (бел. Акадэмія Міністэрства ўнутраных спраў Рэспублікі Беларусь) — учреждение образования Министерства внутренних дел Республики Беларусь.

## История
История вуза ведёт свое начало с момента образования минского отделения факультета заочного обучения Высшей школы МВД СССР в Минске — 16 мая 1958 года.
1958—1966 годы — начальник Минского отделения факультета заочного обучения Высшей школы МВД СССР Владимир Иванович Умнягин.
Отделение обеспечивало подготовку специалистов с высшим юридическим образованием для органов МВД Белорусской, Латвийской, Литовской, Эстонской ССР и Калининградской области РСФСР.
В 1958 году на первый курс были зачислены 75 слушателей. В минском отделении в первом учебном году обучалось около 120 человек, включая тех офицеров милиции и внутренней службы, которые для продолжения учёбы перевелись в Минск из Ленинграда. Через пять лет набор составлял уже 200 человек.
Для дальнейшего развития системы ведомственного образования, прежде всего для подготовки кадров с высшим юридическим образованием на дневной форме обучения для органов охраны общественного порядка, отделение факультета заочного обучения Высшей школы МООП РСФСР совместным приказом МООП РСФСР и МООП БССР от 23 сентября 1964 года было преобразовано в Минский очно-заочный факультет Высшей школы МООП РСФСР.
Летом 1965 года состоялось зачисление абитуриентов на первый курс стационарного обучения. По условиям приёма претендовать на поступление могли только лица, имевшие опыт практической работы в органах внутренних дел и специальное звание не ниже младшего лейтенанта милиции. Введение дневной формы обучения потребовало кардинальной перестройки всей работы факультета. Были созданы новые структурные подразделения. Начал осуществляться подбор педагогических кадров и административно-управленческого персонала. В учебном процессе использовалось все больше учебно-методического материала и литературы. Расширялась учебно-материальная база. Появились 4 кафедры и 2 секции, а также учебные, кадровые, тыловые и финансовые подразделения.
1966—1971 годы — начальник минского очно-заочного факультета Высшей школы МООП СССР, затем минского очно-заочного факультета Высшей школы МВД СССР Пётр Яковлевич Леднев.
В сентябре 1973 года Высшая школа МВД СССР преобразовалась в Академию МВД СССР. Преобразованиям подверглись также её структурные подразделения, в том числе и факультет в Минске. В 1973 году он получил статус минского факультета московского филиала юридического заочного обучения при Академии МВД СССР.
1 января 1976 года на базе этого факультета была образована Минская высшая школа МВД СССР.
1971—1976 годы — начальником минского очно-заочного факультета Высшей школы МВД СССР, затем минского факультета московского филиала юридического заочного обучения стал Демьян Александрович Гавриленко.
1976—1987 годы — начальником Минской высшей школы МВД СССР стал Михаил Иванович Зырин.
С момента создания Минская высшая школа, в основном, осуществляла подготовку специалистов для подразделений уголовного розыска. Позже началась подготовка следователей и участковых инспекторов милиции.
Политические преобразования второй половины 1980-х вызвали необходимость совершенствования высшего юридического образования. Его основными направлениями стали фундаментализация и гуманизация преподавания юридических дисциплин, активное использование проблемных методов обучения, внедрение в учебный процесс компьютерных технологий.
Создание учебно-материальной базы, повышение качества преподавания, расширение объёма и содержания обучения слушателей — в этом выражалось активное развитие вуза. В структуре Минской высшей школы появился факультет повышения квалификации, а также факультеты очно-заочного обучения в Вильнюсе и Риге, где готовились кадры для МВД Литовской и Латвийской ССР.
Состав слушателей комплектовался органами внутренних дел Белоруссии, Литвы, Латвии, Азербайджана, Армении и некоторых областей Российской Федерации. В учебном заведении обучались представители 27 национальностей.
С 1980 года состав Минской высшей школы неоднократно привлекался к несению службы по охране общественного порядка на территории Советского Союза. Так, при проведении в Минске футбольных матчей, предусмотренных программой XXII Олимпийских игр, сотрудники и слушатели школы патрулировали улицы, охраняли общественный порядок на олимпийских объектах, совместно с сотрудниками районных отделов внутренних дел вели профилактическую работу среди населения.
В 1985 году личный состав Минской высшей школы участвовал в охране общественного порядка во время проведения XII Всемирного фестиваля молодёжи и студентов в Москве.
В июне — июле 1986 года более 70 сотрудников и 500 слушателей охраняли общественный порядок на территориях, подвергнутых радиационному загрязнению вследствие аварии на Чернобыльской АЭС.
Состав Минской высшей школы также участвовал в несении службы по охране общественного порядка и обеспечению безопасности населения на территории Армянской и Азербайджанской ССР. С июня 1988-го по июль 1989 года сотрудники и слушатели минской школы в составе нескольких сводных отрядов, поочередно сменявших друг друга, несли службу в Ереване, а также в Азизбековском и Ехегнадзорском районах Армянской ССР, принимали участие в спецкомандировке в Степанакерт — административном центре Нагорно-Карабахской автономной области Азербайджанской ССР (сентябрь — ноябрь 1989 года).
В образовательном процессе участвовало немало учёных, известных в профессиональных кругах Белоруссии и других государств: И. И. Басецкий, А. Ф. Вишневский, П. Г. Чигринов, В. А. Кучинский, Э. А. Саркисова, А. И. Сухаркова, В. А. Шелкопляс и др.
После становления Республики Беларусь самостоятельным государством, 1 апреля 1992 года на основе Минской высшей школы МВД СССР была образована Академия милиции МВД Республики Беларусь.
В 1987—1995 годах начальником Минской высшей школы МВД СССР, затем Академии милиции МВД Республики Беларусь был Владимир Николаевич Савичев.
К началу 1987 года около 60 % руководящего и профессорско-преподавательского состава школы имели учёные степени и звания. Это был самый высокий показатель научно-педагогического потенциала среди высших учебных заведений МВД СССР.
В 1995 году в состав Академии вошли Минская специальная средняя школа милиции имени М. В. Фрунзе и Могилёвская специальная средняя школа транспортной милиции МВД СССР. Название нового объединения «Академия МВД Республики Беларусь» было утверждено в соответствии с Указом Президента Республики Беларусь от 1 сентября 1995 года № 347.
В 1995—1999 годы начальником Академии МВД был Владимир Антонович Данько.
В 1999—2002 годы начальником Академии МВД был Виталий Иванович Апанасевич.
В 2001 году в День белорусской милиции, 4 марта, на следственно-экспертном факультете был открыт музей криминалистики. В музее криминалистики было представлено более 200 экспонатов, которые использовались в учебном процессе для изучения различных форм криминальной деятельности и методов противодействия преступности.
В 2002—2005 годы начальником Академии МВД был Юрий Сергеевич Ефимчик.
С 2002 года вуз проводит активную профессионально-ориентационную работу среди учащейся молодёжи. На основании договоров о сотрудничестве Академии МВД с общеобразовательными учреждениями и территориальными органами внутренних дел были открыты первые профильные юридические классы Столбцах, Марьиной Горке, Старых Дорогах, Слуцке, Гомеле.
В 2005—2007 годы начальником Академии МВД был Юрий Александрович Мелеховец. В 2008—2009 годы начальником Академии МВД был Иван Степанович Сергей.
В рамках реализации инициативы, озвученной Республикой Беларусь на состоявшейся 5 марта 2007 года в Нью-Йорке Международной конференции Организации Объединённых Наций, в Академии МВД был создан Международный учебный центр подготовки, повышения квалификации и переподготовки кадров сфере миграции и противодействия торговле людьми. Официальная церемония открытия прошла 19 июля 2007 года с участием главы государства Александра Лукашенко.

## Современный этап развития
За период существования вуза было подготовлено более 33000 специалистов с высшим юридическим образованием.
За всё время существования Академии МВД подготовлено около 29000 офицеров-юристов[противоречит предыдущему абзацу].
С 1996 года более 60 курсантов становились стипендиатами специального фонда Президента Республики Беларусь по социальной поддержке одаренных учащихся и студентов. Многие стали обладателями премии Мингорисполкома за активное участие в научной, общественной и культурной жизни Минска.

## Руководство Академии МВД
Источник: официальный сайт Академии МВД
| Наименование должности                                                               | Специальное звание         | Фамилия, Имя, Отчество          |
| ------------------------------------------------------------------------------------ | -------------------------- | ------------------------------- |
| Начальник Академии МВД                                                               | генерал-майор милиции      | Астрейко Александр Вячеславович |
| Первый заместитель начальника Академии МВД                                           | полковник милиции          | Башан Алексей Владимирович      |
| Заместитель начальника Академии МВД по научной работе                                | полковник милиции          | Гридюшко Павел Владимирович     |
| Заместитель начальника Академии МВД по идеологической работе и кадровому обеспечению | полковник милиции          | Соловей Сергей Иванович         |
| Проректор Академии МВД по финансовому и тыловому обеспечению                         | полковник милиции в запасе | Камлев Николай Федорович        |
| Заместитель начальника Академии МВД                                                  | полковник милиции          | Кислов Кирилл Станиславович     |

## Факультеты Академии МВД

### Факультет криминальной милиции
Факультет криминальной милиции образован в феврале 2000 года в результате слияния двух факультетов — криминальной милиции и милиции общественной безопасности.
В 2022 году факультет милиции вновь разбит на факультет милиции общественной безопасности и факультет криминальной милиции.

### Следственно-экспертный факультет
Следственно-экспертный факультет был создан на базе Минской средней специальной школы милиции имени М. В. Фрунзе МВД СССР приказом МВД от 1 июля 1994 года во исполнение постановления Совета Министров от 10 ноября 1993 года. В 1994 году на факультет был осуществлен первый набор курсантов, а первый выпуск состоялся в 1998 году.

### Уголовно-исполнительный факультет
В соответствии с постановлением Совета Министров Республики Беларусь от 27 января 1993 года «О некоторых мерах дальнейшего развития системы исполнения наказаний» приказом МВД Республики Беларусь от 14 апреля 1993 года Учебный центр главного управления по исполнению наказаний был преобразован в факультет по подготовке сотрудников исправительно-трудовых учреждений и спецкомендатур Академии милиции.

### Факультет повышения квалификации и переподготовки руководящих кадров
Факультет осуществляет повышение квалификации и переподготовку руководящих кадров органов внутренних дел. Это ведущее подразделение ведомственной подсистемы повышения квалификации и переподготовки кадров, подготовки специалистов для правоохранительных органов на первой ступени высшего образования в заочной форме получения образования, а также специалистов на второй ступени высшего образования (магистратура).

### Научно-педагогический факультет Академии МВД Республики Беларусь
Научно-педагогический факультет обеспечивает получение I (адъюнктура) и II (докторантура) ступеней послевузовского образования, занимается подготовкой кадров высшей научной квалификации для учреждений образования МВД, практических подразделений органов внутренних дел и других правоохранительных органов.

### Факультет права Академии МВД Республики Беларусь
Факультет права осуществляет подготовку юридических кадров по специальности «Правоведение» в заочной форме получения высшего образования на платной основе.

## Бывшие начальники академии
- Васильев Александр Павлович[1]